# Berlin (Schiff, 2001)
Die Berlin ist ein Einsatzgruppenversorger der Deutschen Marine der Berlin-Klasse. Sie ist das Typschiff dieser Klasse und das neunte Kriegsschiff dieses Namens.

## Geschichte
Die Berlin wurde auf der Werft der Flensburger Schiffbau-Gesellschaft gebaut, am 30. April 1999 von Monika Diepgen, der Ehefrau des damaligen Regierenden Bürgermeisters von Berlin, Eberhard Diepgen, getauft und am 11. April 2001 in Dienst gestellt.
Im September 2016 ging die Berlin in eine eineinhalbjährige Grundüberholung in die Norderwerft in Hamburg. 2023/24 erfolgte eine erneute Überholung in Kiel.

## Aufgaben

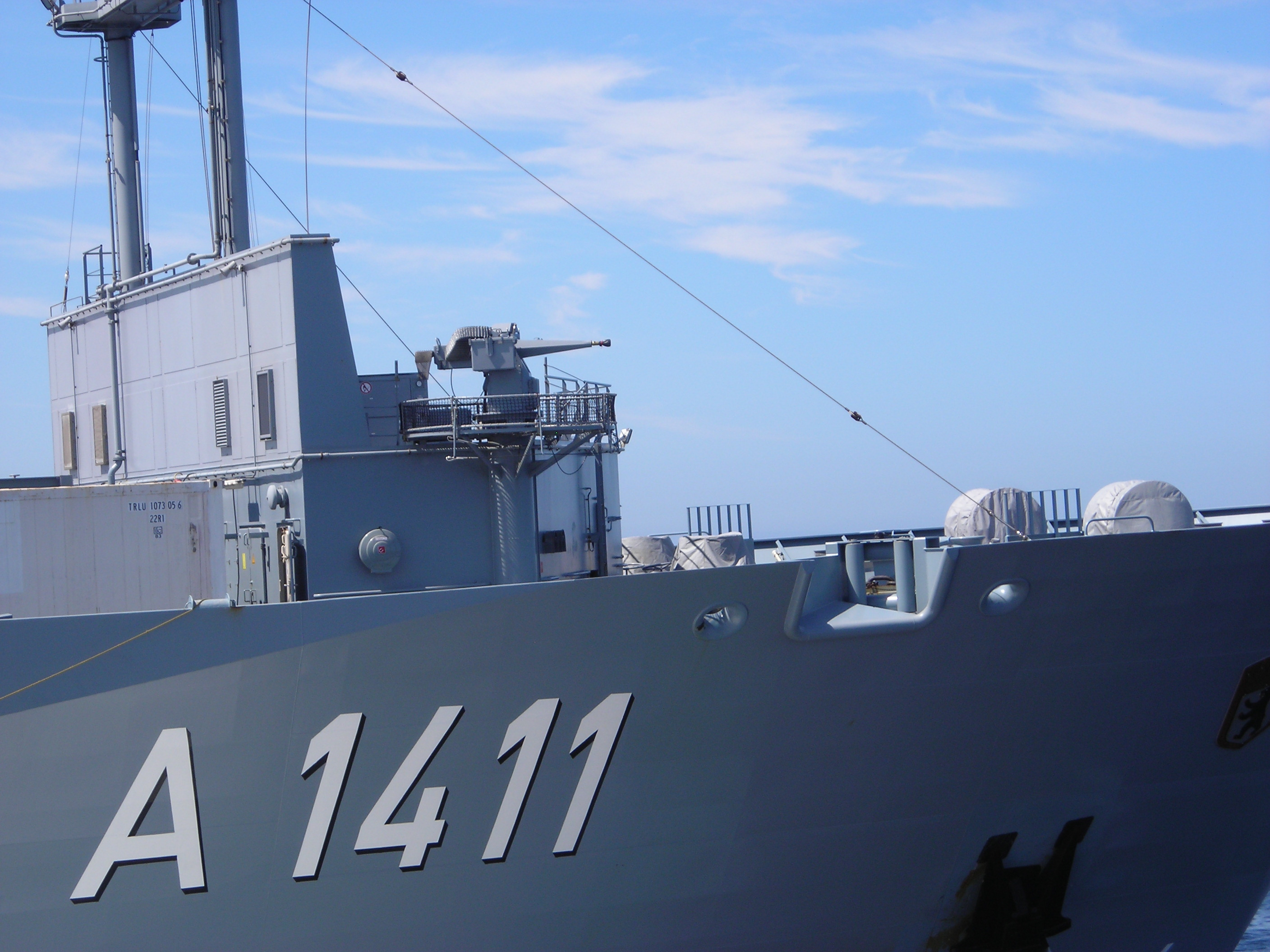
Marineleichtgeschütz der Berlin
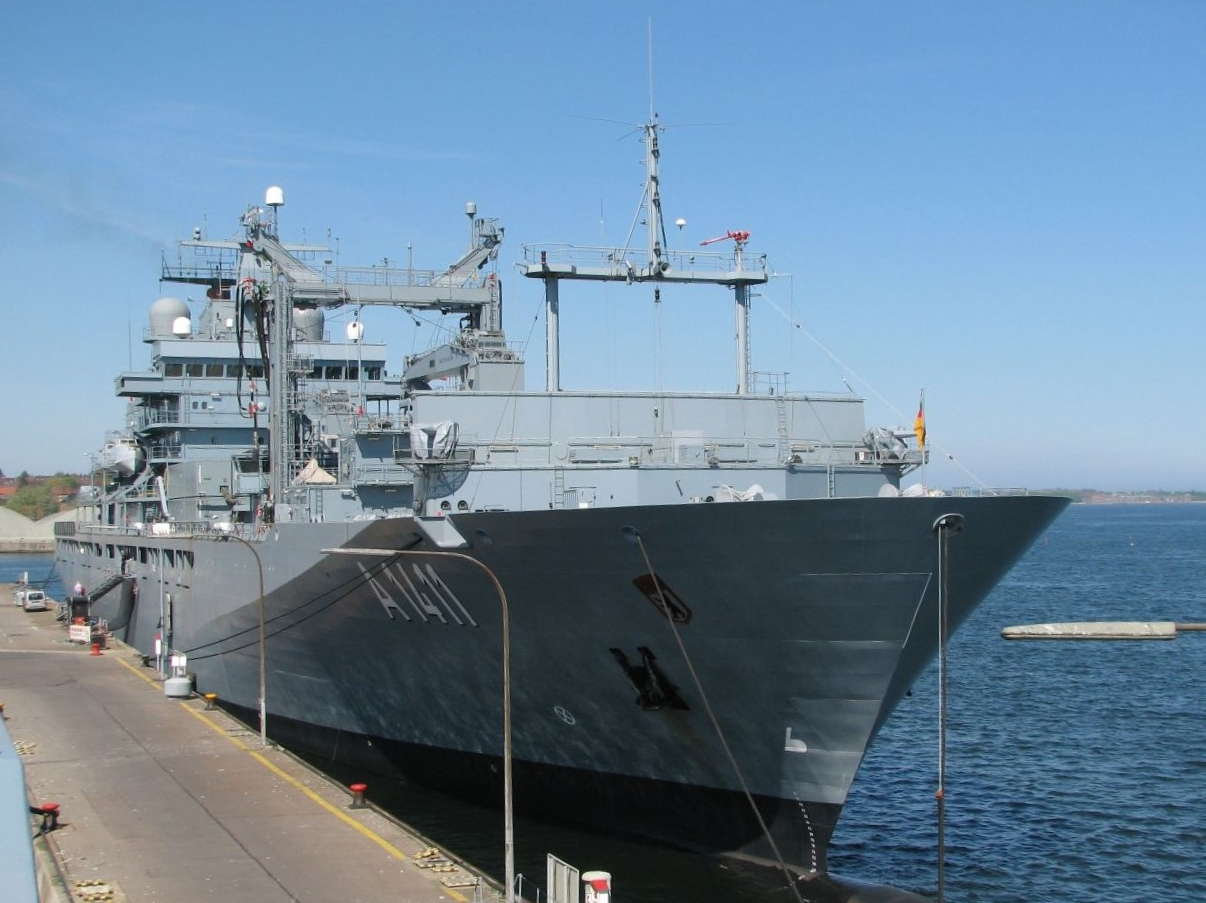
Bug der Berlin

Einsatzgruppenversorger (EGV) wie die Berlin versorgen Schiffe mit Betriebsstoffen, Verbrauchsgütern, Proviant und Munition und sind so ausgerüstet, dass sie diese Güter während der Fahrt von Schiff zu Schiff übergeben können. Zwei Hubschrauber dienen dem Transport von Personen und Material. Dadurch kann die Durchhaltefähigkeit von Verbänden erheblich verlängert werden, d. h. die Hafenliegezeiten zum Aufnehmen von Versorgungsgütern wird verkürzt.

### Versorgungseinrichtungen
Mit dem Ladegeschirr der Berlin können Versorgungsgüter während der Fahrt und im Hafen unabhängig umgeschlagen werden. Die Beladungskapazität beträgt:
- 84 Containerstellplätze
- Transportkapazität:
  - 7600 t Schiffsdiesel,
  - 490 t Flugkraftstoff,
  - 126 t Schmieröl,
  - 71 t Frischwasser,
  - 100 t Verbrauchsgüter,
  - 1075 t Festgüter
  - 230 t Proviant

Die EGV können außerdem die Entsorgung von Abwasser und Müll der versorgten Einheiten übernehmen.

### Betankung auf See
Ladungsübergabe auf See erfolgt in der Regel nicht. Hingegen ist die Betankung von Schiffen aus dem Verband Routine. Erste Erprobung des Verfahrens erfolgte 1975 mit dem Zerstörer Mölders. Die geeignete Vorrichtung und das entsprechende Geschirr sind heute erfolgreich im Einsatz.

### Zusätzliche sanitätsdienstliche Komponente
Außerdem führt die Berlin ein in einem Containersystem untergebrachtes Lazarett, das Marineeinsatzrettungszentrum 2 (kurz MERZ), mit, das etwa die Behandlungskapazität von 45 Patienten sowie zusätzlich neun Isolierpatienten hat, wobei im Hubschrauber-Hangar des EGV weitere Kapazität für bis zu 100 Leichtverletzte zur Verfügung gestellt werden kann. Verletzte Soldaten werden meist mit eigenen oder fremden Hubschraubern an Bord gebracht, dort behandelt und nach Möglichkeit in die Heimatländer geflogen. Das Containersystem besteht aus OP- und Intensivräumen, einem klinischen und einem mikrobiologischen Labor sowie Sterilisatoren und Werkstätten für die Unterstützungsgruppe.
Nachdem sich laut Bund „[a]ufgrund der bisherigen Einsatzerfahrungen […] die Containerbauweise nicht bewährt“ habe, soll nach dem Schwesterschiff Frankfurt am Main auch die Berlin ein neues integriertes MERZ (iMERZ) in einem permanenten Deckshaus erhalten. Die Vorlage für den Auftrag im Wert von 42 Mio. Euro wurde im März 2023 durch den Haushaltsausschuss des Bundestags bewilligt.

## Bewaffnung
Zur Selbstverteidigung sind die EGV der Marine mit vier Marineleichtgeschützen MLG 27 und vier schweren Maschinengewehren bewaffnet. Außerdem werden Fliegerfäuste und bei Bedarf auch zwei Sea King MK41 mitgeführt. Die Bordhubschrauber dienen vorrangig Rettungseinsätzen, können aber auch Versorgungsgüter vom Schiff transportieren und sind zu ihrem eigenen Schutz mit einem Maschinengewehr M3M und Täuschsystemen ausgestattet. Das Flugdeck erlaubt auch den Einsatz größerer Hubschrauber.

## Einsätze
- 2002: Operation Enduring Freedom am Horn von Afrika
- April–Juli 2003: Ausbildungsverband (DESEX) der Deutschen Marine
- 2004: Teilnahme am Manöver BALTOPS 2004 in der Ostsee[5]
- 2004–2005: Operation Enduring Freedom am Horn von Afrika
- 2005: Humanitäre Hilfe für die Erdbeben- und Flutopfer in Indonesien[5]
- 26. Juli–3. September 2007: Unterstützung der Seeüberwachung durch UNIFIL vor dem Libanon
- Januar–Juni 2008: Einsatz- und Ausbildungsverband (EAV) der Deutschen Marine
- Januar–Juli 2009: Einsatz – SNMG2/Atalanta
- Februar 2011: Einsatz vor Libyen[6]
- Februar–Juni 2012: Operation Atalanta am Horn von Afrika[7][8] Während eines Einsatzes in der Operation Atalanta zur Pirateriebekämpfung am Horn von Afrika 2012 wurde die Berlin über ihre Unterstützungsaufgaben hinaus direkt gegen Piraten eingesetzt. Dabei gelang es, die indische Dhau Ashma mit 25 Besatzungsmitgliedern aus der Hand von Piraten zu befreien.[8]
- Juni–Oktober 2014: Operation Atalanta am Horn von Afrika[9]
- Mai–Juni 2015: Beteiligung mit Fregatte Hessen an der Rettung von 3419[10] schiffbrüchigen Migranten im Mittelmeer[11][12]
- Oktober 2015–Januar 2016: als Teil des deutschen Kontingents der EU NAVFOR Med – Operation Sophia[13] im Mittelmeer Seenotrettung von 217 Menschen am 5. Dezember 2015, 115 am 7. Dezember 2015,[14] 121 an Heiligabend 2015,[15] und 245 Menschen am 22. Januar 2016[16], Sicherungsunterstützung an Bord durch eine finnische Spezialeinheit[17]
- Mai 2016: Eintägiger Einsatz bei der internationalen Such- und Rettungsübung Dynamic Mercy.[18]
- Juni 2016: Teilnahme am Manöver BALTOPS 2016 in der Ostsee[19]
- April bis September 2020 Teilnahme an der Standing NATO Maritime Group 2 (SNMG 2) in der Ägäis. Hierbei hat die Besatzung unter Kommando von Fregattenkapitän Stefan Klatt einen neuen Rekord aufgestellt: die längste Zeit an Bord ohne Landgang in der Geschichte der Deutschen Marine. Um im Zuge der COVID-19-Pandemie eine Infektion der Besatzung zu vermeiden, wurden fünfeinhalb Monate in Isolation von der Außenwelt, ohne Landgang, verbracht. Insgesamt legten Schiff und Besatzung in dieser Zeit über 36.000 Seemeilen zurück.[20] Dabei wurde die Berlin zeitweise mit einer Einrichtung zur Corona-Testung ausgestattet, die von Spezialisten des Schifffahrtmedizinischen Instituts der Marine betrieben wurde.[21]
- März bis Juli 2021: Teilnahme der Berlin, unter dem Kommando von Fregattenkapitän Stefan Klatt, am Einsatz European Union Naval Forces Mediterranean IRINI im Mittelmeer. Diese diente zur Durchsetzung des Waffenembargos der Vereinten Nationen gegen Libyen. Das beinhaltete das Entdecken, Anhalten und Durchsuchen des Waffenschmuggels nach Libyen, sowie verdächtigter Schiffe im Einsatzgebiet. Weitere Aufgaben der Mission waren das Überwachen und Sammeln von Informationen über illegale Exporte von Erdöl, Rohöl und raffinierten Erdölprodukten aus Libyen. Erstmals wurden bei diesem Einsatz zwei Hubschrauber vom Typ Sea Lynx mit einer Bordeinsatzgruppe aus 18 Soldatinnen und Soldaten vom Marinefliegergeschwader 5 in Nordholz auf einem EGV eingeschifft.[22][23] Auch ein litauisches Boardingteam verstärkte die deutsche Besatzung.[23]
- Ab Februar 2022: Teilnahme an der Standing NATO Maritime Group 1 (SNMG 1)[24][25], danach bei GNY in Kiel überholt[26]

## Kommandanten
| Nr. | Name                                  | von           | bis           |
| --- | ------------------------------------- | ------------- | ------------- |
| 1   | Fregattenkapitän Peter Ehring         | 11. Apr. 2001 | Nov. 2001     |
| 2   | Fregattenkapitän Ingo Ullrich         | Nov. 2001     | 2002          |
| 3   | Fregattenkapitän Wolfgang Telschow    | 2003          | 2005          |
| 4   | Fregattenkapitän Hans-Günther Struck  | 2006          | 24. Sep. 2009 |
| 5   | Fregattenkapitän Martin Waldmann      | 24. Sep. 2009 | 22. Nov. 2012 |
| 6   | Fregattenkapitän Marcel Rosenbohm     | 22. Nov. 2012 | 31. März 2016 |
| 7   | Fregattenkapitän Sven Hikele          | 31. März 2016 | 19. Aug. 2019 |
| 8   | Fregattenkapitän Stefan Klatt         | 19. Aug. 2019 | 19. Sep. 2023 |
| 9   | Fregattenkapitän Karsten Uwe Schlüter | 19. Sep. 2023 |               |

## Ehrungen
Am 20. August 2021 verlieh der Regierende Bürgermeister von Berlin, Michael Müller, dem Patenschiff zum 20. Dienstjubiläum das Fahnenband. Es ist die höchste Auszeichnung, mit der eine Landesregierung einen militärischen Verband ehren kann.